# Matamoros (Coahuila)
Matamoros es una Ciudad ubicada en el estado mexicano de Coahuila. Es la cabecera del municipio de Matamoros y tiene una población de 59 762 habitantes, de acuerdo con el censo de 2020.
Es una de las ciudades que conforman la Comarca Lagunera. Junto con la ciudad de Torreón en Coahuila, y las de Gómez Palacio y Ciudad Lerdo en el estado de Durango, conforman la zona metropolitana de La Laguna.

## Historia
Los primeros registros de asentamientos en la zona datan de entre 1808 a 1810 en las inmediaciones de una de las vegas del Río Nazas. Esta vega fue nombrada Vega de Marrufo en honor a uno de los colonosy posteriormente también este sería el nombre del asentamiento ahí formado.   
Posteriormente se fundaría, en otro punto de esta vega, el rancho de San Juan Nepomuceno de la Carrera en 1828. Estos asentamientos serían vecinos hasta que en 1842 el último sería atacado por indios Apache en una incursión, donde fue destruido. Con ayuda de los colonos de San José de Matamoros -como era conocido ahora el otro asentamiento- lograron reestablecer el rancho, lo que es considerado como la fundación de Matamoros.
En el año de 1839, un grupo de colonos se establecieron en la Vega de Marrufo, propiedad del marquesado de Aguayo, sin embargo fue abandonado tiempo después a causa de grandes inundaciones. 

### La Villa de Matamoros
En 1864 durante la Segunda intervención francesa en México, bajo las órdenes de Benito Juárez, el nativo de "El Gatuño", hoy llamado "Congregación Hidalgo" don Juan de la Cruz Borrego, junto con un grupo de personas, se les encomendó la guarda de once carretas cargadas con una selección de valiosos documentos que eran de la mayor importancia para el Partido Liberal y para la causa de Juárez. Estos documentos fueron escondidos en "la Cueva de los Murciélagos" hoy llamada "la Cueva del Tabaco". 
El 5 de septiembre de 1864 fue elevado a la categoría de Villa, La Villa de Matamoros por el entonces Presidente Benito Juárez. El 28 de agosto de este mismo año, el presidente Benito Juárez expide el decreto para otorgar a los campesinos el derecho sobre los lotes que integrarían la villa.
El 27 de febrero de 1927, siendo presidente Plutarco Elías Calles, se le concedió el grado de ciudad.

## Recursos naturales
El principal recurso mineral son los bancos arenosos explotados por la industria de la construcción, principalmente la Industria Ladrillera, que por las propiedades de la arcilla de esta región, resulta ser de muy buena calidad.
Otro de los recursos naturales bastos en la región, es el carbón de mezquites. Además de que su leña es utilizada en los hogares y panaderías de Matamoros.

## Demografía
De acuerdo al censo llevado a cabo por el Instituto Nacional de Estadística y Geografía (INEGI), Matamoros tiene un total de 59 762 habitantes, 29 256 hombres y 30 506 mujeres.
El grado promedio de escolaridad es de 9.73 años. Tiene un índice de fecundidad de 2.21 hijos por mujer.

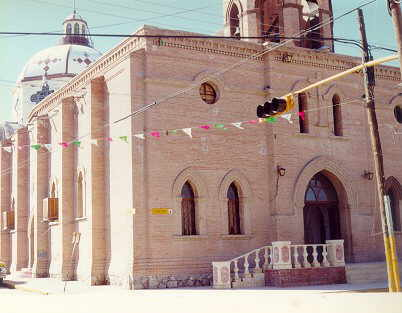
Iglesia de Matamoros.

## Clima
| Parámetros climáticos promedio de Matamoros, Coahuila de Zaragoza (1120 msnm) data 2007–2024 | Parámetros climáticos promedio de Matamoros, Coahuila de Zaragoza (1120 msnm) data 2007–2024 | Parámetros climáticos promedio de Matamoros, Coahuila de Zaragoza (1120 msnm) data 2007–2024 | Parámetros climáticos promedio de Matamoros, Coahuila de Zaragoza (1120 msnm) data 2007–2024 | Parámetros climáticos promedio de Matamoros, Coahuila de Zaragoza (1120 msnm) data 2007–2024 | Parámetros climáticos promedio de Matamoros, Coahuila de Zaragoza (1120 msnm) data 2007–2024 | Parámetros climáticos promedio de Matamoros, Coahuila de Zaragoza (1120 msnm) data 2007–2024 | Parámetros climáticos promedio de Matamoros, Coahuila de Zaragoza (1120 msnm) data 2007–2024 | Parámetros climáticos promedio de Matamoros, Coahuila de Zaragoza (1120 msnm) data 2007–2024 | Parámetros climáticos promedio de Matamoros, Coahuila de Zaragoza (1120 msnm) data 2007–2024 | Parámetros climáticos promedio de Matamoros, Coahuila de Zaragoza (1120 msnm) data 2007–2024 | Parámetros climáticos promedio de Matamoros, Coahuila de Zaragoza (1120 msnm) data 2007–2024 | Parámetros climáticos promedio de Matamoros, Coahuila de Zaragoza (1120 msnm) data 2007–2024 | Parámetros climáticos promedio de Matamoros, Coahuila de Zaragoza (1120 msnm) data 2007–2024 |
| Mes                                                                                          | Ene.                                                                                         | Feb.                                                                                         | Mar.                                                                                         | Abr.                                                                                         | May.                                                                                         | Jun.                                                                                         | Jul.                                                                                         | Ago.                                                                                         | Sep.                                                                                         | Oct.                                                                                         | Nov.                                                                                         | Dic.                                                                                         | Anual                                                                                        |
| -------------------------------------------------------------------------------------------- | -------------------------------------------------------------------------------------------- | -------------------------------------------------------------------------------------------- | -------------------------------------------------------------------------------------------- | -------------------------------------------------------------------------------------------- | -------------------------------------------------------------------------------------------- | -------------------------------------------------------------------------------------------- | -------------------------------------------------------------------------------------------- | -------------------------------------------------------------------------------------------- | -------------------------------------------------------------------------------------------- | -------------------------------------------------------------------------------------------- | -------------------------------------------------------------------------------------------- | -------------------------------------------------------------------------------------------- | -------------------------------------------------------------------------------------------- |
| Temp. máx. abs. (°C)                                                                         | 32                                                                                           | 37                                                                                           | 39                                                                                           | 38                                                                                           | 42                                                                                           | 41                                                                                           | 41                                                                                           | 39                                                                                           | 38                                                                                           | 37                                                                                           | 36                                                                                           | 31                                                                                           | 42                                                                                           |
| Temp. máx. media (°C)                                                                        | 22.4                                                                                         | 26.7                                                                                         | 29.3                                                                                         | 32.4                                                                                         | 35.4                                                                                         | 35.9                                                                                         | 35.0                                                                                         | 34.8                                                                                         | 32.1                                                                                         | 30.1                                                                                         | 25.9                                                                                         | 23.7                                                                                         | 30.2                                                                                         |
| Temp. media (°C)                                                                             | 14.6                                                                                         | 18.2                                                                                         | 21.0                                                                                         | 24.2                                                                                         | 27.4                                                                                         | 28.7                                                                                         | 28.6                                                                                         | 28.3                                                                                         | 25.8                                                                                         | 23.1                                                                                         | 18.6                                                                                         | 16.0                                                                                         | 22.7                                                                                         |
| Temp. mín. media (°C)                                                                        | 6.8                                                                                          | 9.7                                                                                          | 12.7                                                                                         | 16.0                                                                                         | 19.4                                                                                         | 21.6                                                                                         | 22.1                                                                                         | 21.8                                                                                         | 19.6                                                                                         | 16.2                                                                                         | 11.3                                                                                         | 8.3                                                                                          | 15.2                                                                                         |
| Temp. mín. abs. (°C)                                                                         | -1                                                                                           | -2                                                                                           | 2                                                                                            | 7                                                                                            | 13                                                                                           | 16                                                                                           | 12                                                                                           | 17                                                                                           | 11                                                                                           | 1                                                                                            | -2                                                                                           | -4                                                                                           | -4                                                                                           |
| Precipitación total (mm)                                                                     | 9.6                                                                                          | 7.3                                                                                          | 10.6                                                                                         | 2.4                                                                                          | 9.8                                                                                          | 15.8                                                                                         | 35.8                                                                                         | 45.0                                                                                         | 43.0                                                                                         | 12.8                                                                                         | 10.7                                                                                         | 5.8                                                                                          | 193.9                                                                                        |
| Fuente: Servicio Meteorológico Nacional                                                      |                                                                                              |                                                                                              |                                                                                              |                                                                                              |                                                                                              |                                                                                              |                                                                                              |                                                                                              |                                                                                              |                                                                                              |                                                                                              |                                                                                              |                                                                                              |

## Religión

### Iglesia Católica
Matamoros pertenece a la Diócesis de Torreón. El 4 de julio de cada año se organiza la feria de La Virgen del Refugio, patrona de la ciudad, donde se incluyen juegos mecánicos, vendimias y conciertos de música religiosa.

## Vías de comunicación
Por vía terrestre por la carretera Federal 40 Torreón-Saltillo, que atraviesa el estado de Coahuila de lado a lado; además se encuentra a media hora de la Central de Autobuses de Torreón. Y por vía aérea, se encuentra a 30 minutos del Aeropuerto Internacional de Torreón.

## Esparcimiento
Entre los lugares más visitados están la Plaza de Armas, la Cueva del Tabaco, Home Run, la iglesia principal, el Centro Histórico y El Gimnasio Municipal. Además se realizan eventos por parte del gobierno municipal como danzas, bailables, obras de teatro y conciertos de música folclórica en la explanada de la presidencia municipal.
En Matamoros también se encuentra el popular parque acuático Wet Laguna.